# Dichlorisokyanurát sodný
Dichlorisokyanurát sodný je sloučenina používaná jako stabilní zdroj chloru v dezinfekčních přípravcích, biocidech, průmyslových deodorantech a čisticích prostředcích.
V malých dávkách se používá v přípravcích pro desinfekci vody (v československé a české armádě je znám ve formě tabletek pro desinfekci vody pod názvem Dikacid, obsah 14 mg/l aktivního chlóru; dnes se pro armádu ČR a SR vyrábí pod názvem AQUASTERIL 2 EXTREME, který obsahuje i dechlorační složku a je testován do všech klimatických podmínek, obsahuje cca 50 mg/l aktivního chlóru). Je účinnější než dříve používané halazonové dezinficiens (Pantocid). Někdy se po dezinfekci vody provádí její dechlorace kyselinou askorbovou, aby se odstranil zápach chloru.

## Chemie
Dichlorisokyanurát sodný je sodnou solí kyseliny dichlorisokyanurové, jedná se o heterocyklickou sloučeninu odvozenou od triazinu. Je to bílá pevná látka, mající podobu krystalických granulí, prášku nebo tablet. Výrobky obsahující dichlorisokyanurát sodný mohou obsahovat také kyselinu kyanurovou.
Dichlorisokyanurát sodný reaguje s vodou, močovinou, amoniakem, redukčními činidly a silnými zásadami. Při reakci vznikají toxické výpary, včetně plynného chloru.

## Bezpečnost
Při manipulaci s dichlorisokyanurátem sodným by měla zajištěna náležitá ventilace nebo použití dýchacího přístroje. Vhodné je též použití ochranných brýlí a ochranného oděvu. K příznakům otravy patří kašel, bolesti v krku, zarudnutí kůže nebo okolí očí, poleptání, bolest a/nebo ztráta zraku. Opakovaná nebo dlouhodobá expozice může vyvolat dermatitidu. Při požití je nezbytné vypláchnout ústa vodou a vyhledat lékařskou pomoc. Nevyvolávat zvracení. Při hašení požáru lze nádoby s dichlorisokyanurátem sodným ochlazovat rozstřikovanou vodou, za podmínky, že se látka nedostane s vodou do kontaktu.[zdroj?] Uniklý dichlorisokyanurát sodný by neměl být splachován do kanalizace.